# Petter Andersson
Petter Andersson (Ljusvattnet, 20 febbraio 1985) è un ex calciatore svedese, di ruolo centrocampista.

## Carriera

### Club
Andersson inizia la sua carriera con il Ljusvattnets SE nel 1999, prima di trasferirsi nel 2001 al Sunnanå Sportklubb, con il quale fa il suo debutto in Division 3, la quarta divisione del campionato svedese.
Nel 2002 passa allo Skellefteå AIK, squadra militante in Division 2, dove rimane per due stagioni per un totale di 34 presenze e 14 reti.
Poco prima della fine della stagione 2003 si trasferisce all'Hammarby, squadra militante in Allsvenskan, la massima serie del campionato di calcio svedese. Con due partite giocate contribuisce alla conquista del secondo posto in campionato alle spalle del Djurgården. Nella stagione successiva conquista il posto da titolare e gioca in tutte le 26 partite del campionato.
Rimane all'Hammarby sino all'estate del 2008 quando, dopo 103 partite e 21 gol si trasferisce all'estero, nei Paesi Bassi al Groningen, firmando un contratto quadriennale.
Nel gennaio 2009, in una partita contro l'Ajax si rompe il legamento crociato. Una volta recuperato dall'infortunio, nell'autunno 2009 fa il suo rientro in campo con la squadra riserve, tuttavia dopo aver segnato il primo gol si infortuna di nuovo al ginocchio, a causa di questo infortunio è costretto a saltare tutta la stagione 2009-2010.
Il 23 ottobre 2010 fa il suo ritorno in campo sostituendo Nicklas Pedersen nella partita contro il NEC Nijmegen, partita nella quale riesce anche a segnare un gol al novantesimo. Riesce così a conquistare un posto in squadra, totalizzando a fine stagione 23 presenze e 5 reti. Eredita la fascia di capitano a seguito della cessione del connazionale Andreas Granqvist al Genoa. Rimane al Groningen fino all'estate 2012, per poi firmare con i danesi del Midtjylland dove gioca per quattro anni, restando svincolato nel 2016 a seguito del mancato rinnovo da parte della società.
Nonostante l'indisponibilità dovuta a un intervento al ginocchio, Pettersson nel luglio 2016 ha firmato per due anni e mezzo con l'Hammarby, squadra in cui mancava dal 2008. Tuttavia con i biancoverdi non giocherà alcuna ulteriore partita, principalmente a causa del ginocchio operato nel corso dell'inverno precedente. Il 22 dicembre 2016 l'Hammarby ha comunicato sul proprio sito ufficiale che il giocatore si sarebbe ritirato dal calcio giocato con effetto immediato.

### Nazionale
Nel 2001 Andersson viene convocato dalla Nazionale svedese Under-16, con la quale debutta nel mese di agosto nella sconfitta per 0-2 contro i pari età della Danimarca. In totale disputa 4 partite con l'Under-16. Nel 2002 è convocato dall'Under-17 con la quale disputa 10 partite segnando 3 reti, mentre nel è convocato dall'Under-18 dove totalizza 6 reti in 8 presenze.
Tra il 2004 e il 2006 gioca per l'Under-21 con la quale totalizza 20 presenze.
All'inizio del 2005 viene convocato dal ct Lars Lagerbäck per una partita della nazionale maggiore e il 22 gennaio 2005 Andersson debutta con la nazionale svedese nel pareggio per 1-1 contro la Corea del Sud.
In totale vanta 2 presenze con la nazionale svedese.